# 1963 au Manitoba
Chronologie du Manitoba
- 1959
- 1960
- 1961
- 1962
- 1963
- 1964
- 1965
- 1966
- 1967

Cette page concerne des événements d'actualité qui se sont produits durant l'année 1963 dans la province canadienne du Manitoba.

## Politique
- Premier ministre : Dufferin Roblin
- Chef de l'Opposition :
- Lieutenant-gouverneur : Errick F. Willis
- Législature :

## Naissances
- 14 juin : James Alan Patrick (né à Winnipeg) est un joueur professionnel retraité et actuellement entraîneur-adjoint de hockey sur glace.

- 8 juillet : Mike Ridley est un ancien joueur professionnel de hockey sur glace ayant joué 12 saisons dans la LNH avec les Rangers de New York, les Capitals de Washington, les Maple Leafs de Toronto et les Canucks de Vancouver.

- 6 décembre : Carolyn Darbyshire (née à Arborg) est une curleuse canadienne.

## Décès
- 2 janvier : Jack Carson (John Elmer Carson) est un acteur canadien né à Carman (Manitoba), le 27 octobre 1910 et décédé à Encino, (Californie) États-Unis. Il repose au Forest Lawn Glendale à Los Angeles.

- 17 mars : Allan Charles Woodman (né le 11 mars 1899 à Winnipeg au Canada — mort à Winnipeg[1]) est un joueur canadien de hockey sur glace qui évoluait au poste de rover.

- 8 septembre : Leslie Gordon Bell C.R., B.A., LL.B., D.C.L. (né le 4 décembre 1889à Rapid City) fut un avocat et homme politique fédéral du Québec.